# 31477 Meenakshi
31477 Meenakshi è un asteroide della fascia principale. Scoperto nel 1999, presenta un'orbita caratterizzata da un semiasse maggiore pari a 2,2880574 UA e da un'eccentricità di 0,0908600, inclinata di 4,45840° rispetto all'eclittica.